# 日水コン
株式会社日水コン（Nihon Suido Consultants Co., Ltd.）は、東京都新宿区に本社を置く、上下水道分野を中心とした建設コンサルタント会社。水の総合コンサルティング企業として業界をリードしている。

## 沿革
- 1959年5月25日 - 東京都にて株式会社日本水道コンサルタント 設立[3]。
- 1983年 - 株式会社日水コンに社名変更[3]
- 2010年 - 水中に含まれるタミフル成分含有濃度の水質分析実施体制を整備[4]。
- 2011年 - 国土交通省が公募した「ベトナム国における水・資源・エネルギー再生モデルプロジェクト形成支援業務」を神戸製鋼グループの神鋼環境ソリューション、神戸市、神戸市都市整備公社と共に受託、キエンザン省フーコック島で水・インフラストラクチャー調査を実施することとなった[5]。
- 2024年 - 10月16日に東京証券取引所スタンダード市場に上場[1][6]。

## 関連会社
- 株式会社NSCテック
- 株式会社イオ
- 砂防エンジニアリング株式会社
- PT.DACREA Design and Engineering Consultants（インドネシア）

## 指名停止措置
2019年1月6日に、京都府長岡京市から指名停止措置を受けた。指名停止の理由は、「成果物に誤りがあったことを知りながら長期間にわたり本市に報告せず、本市からの再三の問い合わせにも問題はないと回答していたが、後日になり瑕疵を認め修補を行うこととなり、事業が遅れることとなった。このことは、市との信頼関係を著しく損なう行為である。」とされた。